# جيريمي كينيدي
جيريمي كينيدي هو فنان قتال مختلط كندي، ولد في 16 سبتمبر 1992 في سوري في كندا.

## وصلات خارجية
- جيريمي كينيدي على موقع يو إف سي (الإنجليزية)
- جيريمي كينيدي على موقع بيلاتور (الإنجليزية)
- جيريمي كينيدي على موقع شيردوغ (الإنجليزية)
- جيريمي كينيدي على موقع Tapology.com (الإنجليزية)